# Dřevořez

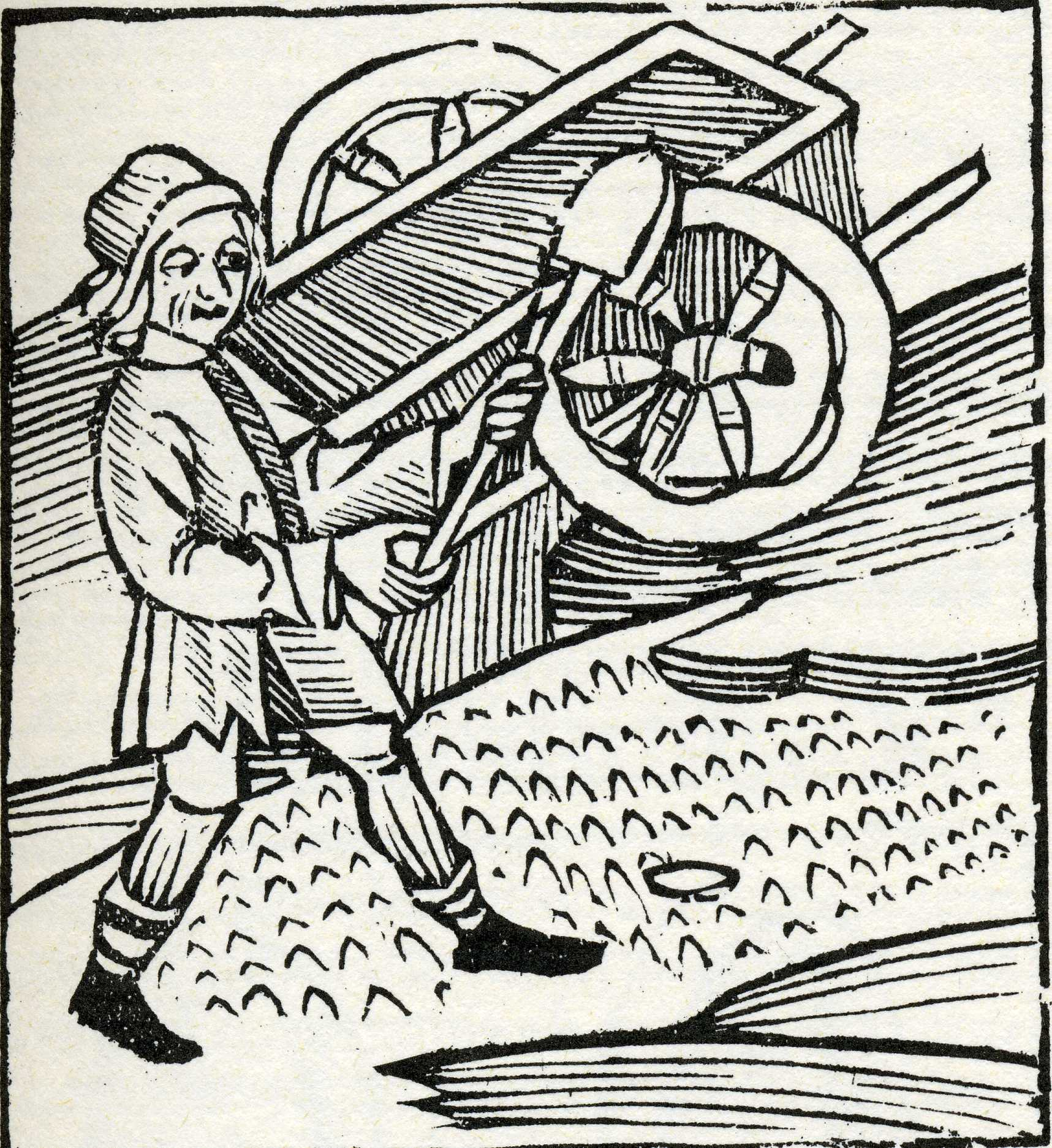
Roztloukání kamenů.
Dřevořez, 1511

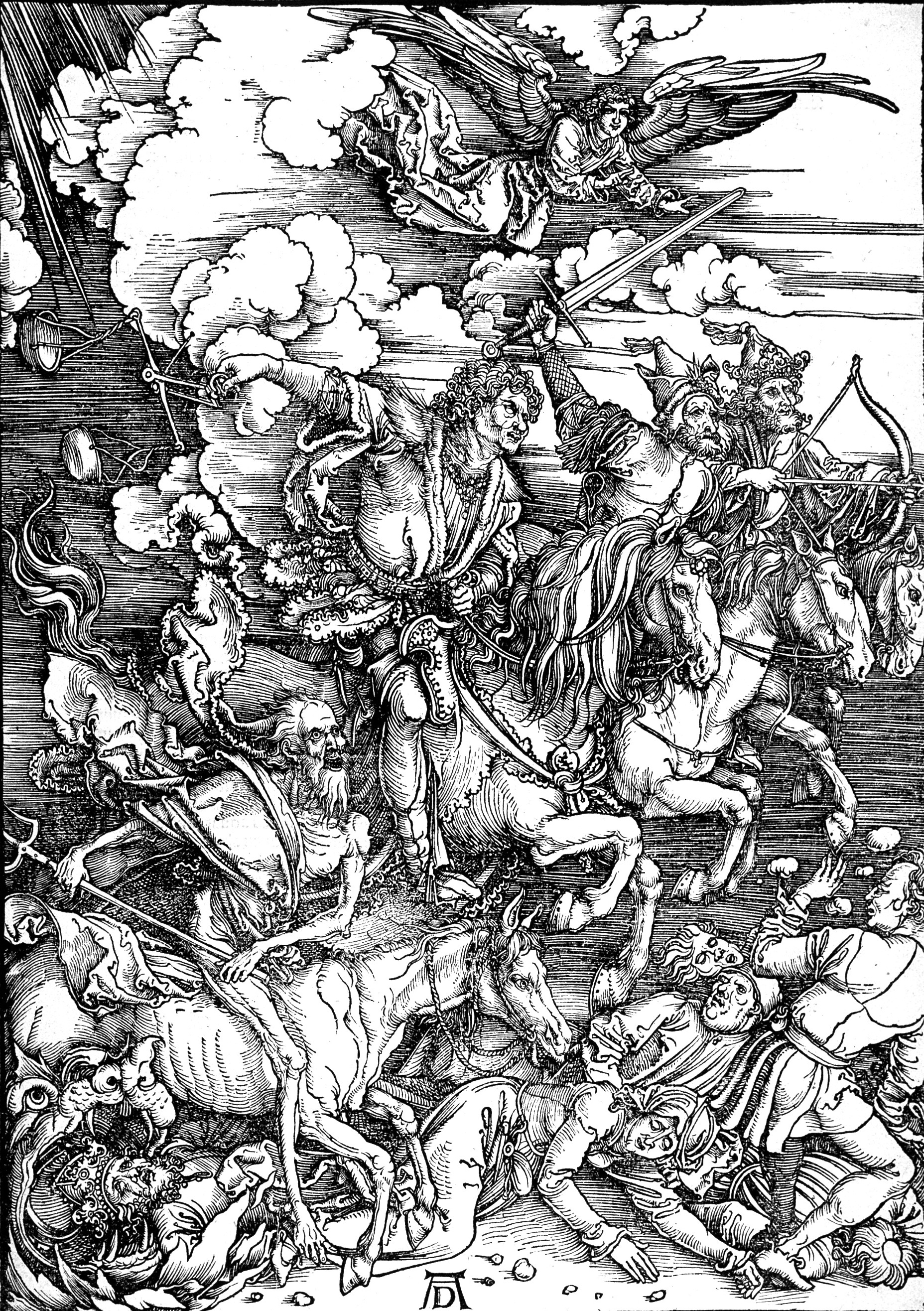
Čtyři jezdci apokalypsy.
Dřevořez Albrechta Dürera

Dřevořez je stará grafická technika tisku z výšky. Na rozdíl od dřevorytu se tisková matrice připravuje z podélného řezu dřeva.

## Technika dřevořezu
Dřevořez se tiskne z vyhlazené dřevěné desky (štočku), která je řezaná ze dřeva podél kmene, po létech. Proto bývá u dřevořezových tisků patrná kresba dřeva a je tím také ovlivněn směr a způsob rytí, protože rytí po létech je mnohem snazší než proti nim. Grafik vybírá různými dlátky a noži ze štočku to, co má být ve výsledném tisku bílé.
Původním dřevořezovým postupem je odebírat okolí kresby a vytvářet tak žebrovitě vystupující černou linii pozdějšího tisku, která musí být poměrně silná, aby se zamezilo jejímu prasknutí. Od 15. století se ale objevují dřevořezy, na kterých je odřezána linie kresby a pozadí je tmavé, tzv. dřevořezy bílé linie. Za vynálezce této techniky je považován Švýcar Urs Graf (1485-1528). V moderní době se kombinují oba přístupy.
Ve snaze přiblížit dřevořez tónované plastické kresbě na barevném papíře byl počátkem 16. století zaveden šerosvitový dřevořez (chiaroscuro, fr. clair-obscur, camaieu). Barevných půltónů bylo dosaženo soutiskem z několika desek v jediné barvě nebo kombinací více barev. Prvenství je připisováno Jostu de Negkerovi (1508) v Nizozemsku a Ugo da Carpimu (1516) v Itálii. Za nejvýznamnější tvůrce, kteří pracovali touto technikou jsou považováni Hans Burgkmair starší, Hans Baldung Grien v Německu, Hendrik Goltzius v Nizozemí, Auguste-Louis Lepère a Camille Pissarro ve Francii, z českých grafiků Karel Vik a J. Rambousek.
Deska se před tiskem naválí barvou, přiloží se na ni papír a grafika se mírným tlakem a třením otiskne. K tisku lze použít lis, ale dodnes se často tiskne i ručně, tlakem ruky nebo tiskařské kostice. Při takovém způsobu tisku se deska tolik neopotřebovává, nehrozí ulomení reliéfní linie a grafik může ještě ovlivnit výslednou podobu tisku, takže každý list je svým způsobem unikát.

## Dřevořez v umění
Dřevořez byl znám už od starověku. Mezi první předchůdce dřevořezu patřila podobně jako u kamenorytu různá razítka starých Egypťanů a Babylóňanů. Staří Římané používali tzv. „tesserae signatoriae“, kterými označovali své jmění. Pestrý tisk vzorů na látky byl znám v Orientu již od 4. století př. n. l., ale rozvoj techniky dřevořezu nastal po rozšíření výroby papíru. Kolem roku 650 byly dřevěné štočky užity poprvé k tisku buddhistických textů za dynastie Tchang (618–906 n. l.). Doklady využití dřevořezového štočku k tisku v Koreji pocházejí z roku 751 n. l. Nejstarší dochovanou knihou s dřevořezovými ilustracemi je Diamantová sútra z roku 868. Součástí čínské kultury a buddhismu v Japonsku se technika dřevořezu stala koncem 8. století a mezi prvními tisky byly hrací karty. Odtud se karty obchodními cestami dostaly do Indie, Íránu a kolem roku 1 000 do Egypta. Do Evropy se dostaly prostřednictvím mořeplavců ve 13. století přes Španělsko.
První užití dřevořezu v Evropě bylo k tisku karet, iniciál v knihách a výjevů s náboženskou tematikou. Patrně nejstarším dokladem je fragment Ukřižování z let 1370–1380, nalezený v Mâconu ve Francii. První evropské dřevořezy vznikaly již kolem roku 1400 v okolí Bavorska a Solnohradska. Měly nahradit barevné miniatury v rukopisech a byly proto určeny ke kolorování. Z českých zemí patrně pochází dřevořez Kristus v Getsemanské zahradě (konec 14. století) a Odpočinek na útěku do Egypta (kolem 1410). V roce 1461 vytiskl německý knihtiskař činný v Bamberku Albrecht Pfister (asi 1420 – před 1466) sbírku bajek Der Edelstein (Drahokam) švýcarského mnicha Ulricha Bonera (latinsky Bonerius, působícího v Bernu v letech 1324–1349). Tato publikace, obsahující cyklus 203 obrysových dřevořezů, je považována za nejstarší knihu ilustrovanou dřevořezem. V 15. století techniku využíval Johannes Gutenberg k ilustračnímu tisku knih.
Vynález knihtisku kolem roku 1440 přinesl pravý rozkvět dřevořezu. Souvisel s rozvojem výroby a rozšířením papíru. Zásluhou dřevořezu a knihtisku přestávalo být umění přepychem a bylo dosažitelné i pro průměrného měšťana. Grafiky byly nejprve do knih vlepovány, protože tehdejší doba neuměla v tisku technicky zvládnout různou výšku liter a štočku. Hlavními centry ilustrovaných knih byla německá města Augsburg, Ulm a později Norimberk. Z této tradice vyšel i geniální grafik Albrecht Dürer. Mezi jeho hlavní dřevořezové cykly patří Malé pašije, Velké pašije, Apokalypsa, Život Mariin. Mezi tzv. malé mistry (Nürnberg Kleinmeister) je počítán Hans Schäufelein, Lucas Cranach starší, Hans Holbein mladší, Lucas van Leyden.
Technika dřevořezu dále přetrvávala v lidové a pololidové tvorbě a byla znovu oživena na konci 19. století, kdy umělcům (jako byl Paul Gauguin) vyhovovala jeho plošnost, jednoduchost, přírodní materiál a starobylost. Dřevořez byl velmi oblíben mezi expresionisty (Edvard Munch, Die Brücke, Der Blaue Reiter). Zcela specifickou odnož dřevořezu tvoří japonský dřevořez.